# لارباع
لارباع (به عربی: لارباع) یک شهرداری در الجزایر است که در استان باتنه واقع شده‌است.